# 主教

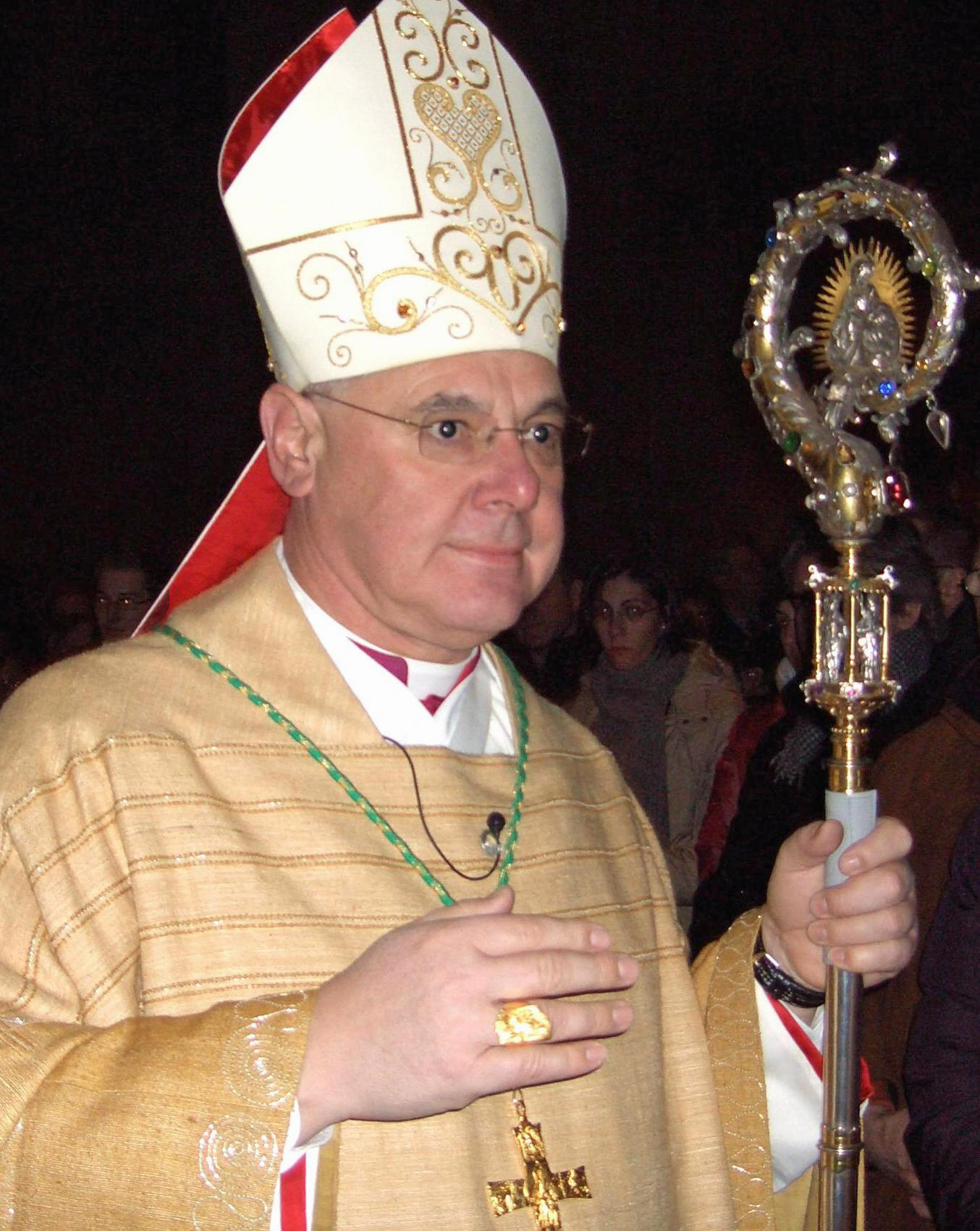
拉丁禮天主教會主教的禮儀衣著裝扮。圖為雷根斯堡教區主教格哈德·路德維希·米勒（Gerhard Ludwig Müller）。

主教是基督教的高級聖職人員職稱，在某一教會中擔任權威及指導的職責，現由天主教會、東正教會、東方正統教會、圣公会等宗派採用。其詞源自希臘文「epískopos」（ἐπίσκοπος；在拉丁文為），即「epi」（由上往下）及「skopos」（觀察者），意為監督（overseer）或指導者（supervisor）。依據初期教會的傳統，祝聖主教代表授予聖職的圓滿性。主教即是藉著聖靈／聖神被祝聖為教會中的牧人及管理者，也是教義的導師及禮儀的司祭。在一般的主流教會，指耶穌基督派遣使徒／宗徒繼續實行祂的使命，到了第一世紀末至第二世紀初就形成了主教的制度。

## 各教派情形

### 天主教會
主教是天主教會的高級聖職人員，由教宗任命，其位階高於神父，有賜與聖秩聖事的權力。通常分為以下類型：
- 教區主教：地方教會的最高領導者。受教宗任命，管轄所委託的教區，世上大多數的主教均屬此類。通常又稱為「正權主教」，以和輔理主教等具輔佐性質的主教區別。
- 領銜主教（拉丁語：Episcopus episcopus）：受教宗委任，但沒有管理教區的主教，通常是給予在教廷機關擔任主管或是給予從屬於教區的非正權主教的頭銜，如助理主教及輔理主教。如果該主教在封銜時沒有所轄教區，慣例上會象徵性的將一個已經精省而不存在的教區託給他，稱作領銜教區。如所領銜的教區是一個總教區，那該主教則被稱作領銜總主教，如聖座萬民福音部秘書長韓大輝總主教。
- 助理主教：指教宗委任其有繼承權而輔佐教區主教的主教，當教區主教出缺時即可；如原澳門主教林家駿於2003年6月30日退休當日，黎鴻昇隨即繼任教區主教。
- 輔理主教：指沒有繼承權而輔佐教區主教的主教，例如:香港教區輔理主教夏志誠

- 總主教：受教宗委託統領教省的主教，擁有比教區主教較多的職權[2]。
- 榮休主教：指退休（榮譽退休）的主教，雖無管理教務的權力，但仍保有主教的頭銜[3]。如陳日君樞機現為香港教區榮休主教。

此外，另有中文頭銜中帶有「主教」，但實際上並不具主教身分的聖職人員：
- 副主教（拉丁語：vicariu generalis）：由教區主教委任，以協助其治理教區的神職人員，通常由輔理主教、助理主教、或資歷較深之神父擔任[4]。原始詞意為「總代理」或「總代表」。
- 主教代表（拉丁語：Vicarius Episcopalis）：由教區主教委託負責有關事務的神父，職權和副主教相同。通常設置於信徒人口較多的教區。
- 宗座署理（拉丁語：Apostolic Administrator）：天主教的地區教會的職務名稱，負責以教宗名義照管由於特殊原因或當地教會規格不足因而未經由教宗成為教區的宗座署理區；或是在教區教座出缺時，在選出新主教前的代管者；以及少部分情下該教區主教無法行使牧職代替照理者，如在香港教區前主教楊鳴章逝世後，香港教區榮休主教湯漢樞機，獲委任為宗座署理。
- 代理主教（拉丁語：Vicarius Capitularis）：和教區署理的情況差不多，但只限於教區主教出缺而沒有繼承者時。

按聖座的規定，所有主教到了75歲就要自動申請退休，但教宗有權決定讓到達退休年齡的主教留任。

拉丁禮天主教會的主教使用之徽章樣式，正式名稱為「牧徽」。
在西方基督教，主教冠是主教執行其職權的象徵物之一。

### 聖公會
不同地區的聖公會，按其教省憲章及規例，可有不同的制度。一個牧者只要是來自跟普世聖公宗共融的教會，便可以成為任何一個教區的主教候選人。
- 主教(Bishop)（或釋作會督，古釋監督、監司）：是聖公會三品聖職最高級的聖品人。教區議會從聖品中選出。他是教區內的屬靈領袖，負責管轄教區內的教會工作。

- 大主教(Archbishop)：比主教高一級，但在三級聖品制中，都是屬於主教一級。

- 主教長(Primate)：是從主教中由教省選舉團選出的首長，是教會的屬靈及精神領袖，在普世聖公宗內代表該教省。不同地區的教省主教長有不同的頭銜及制度。如香港聖公會的主教長稱為教省大主教；美國聖公會的主教長為主席主教(Presiding Bishop，又譯首席主教)；中華聖公會的教省主教長為主教院主席。部分教省之主教長設有任期，連選得連任，或任期完結退任但仍擔任原有教區之主教；部分教省之主教長在就職後將任職並履行大主教席位，直至年屆退休年齡，或自行辭職，或未能履行職務，或被罷免。

- 助理主教(Assistant Bishop)：擔任及履行由教區主教不時指定，或准許之其他之主教職份，可列席主教院會議享有發言權。惟當分院對事項作出表決或進行選舉時，助理主教在主教院中並無投票權。

- 副主教(Suffragan Bishop，或釋作副會督)：三級聖品制中，也是屬於主教一級的聖品人出任，主要擔任教區副主教，協助教區主教，或擔任分區主教，負責管轄教區內之分區的教會工作。

- 繼承主教(Bishop Co-adjutor)：若教區主教擬退休，若其有感需要，由教區議會從聖品中選出，在教區主教退休或退任時接任。

- 榮休主教(Bishop Emeritus)/榮休大主教(Archbishop Emeritus)：已退休之教區主教或教省大主教。

### 引用
1. ↑  Kashima, Tetsuden. . Connecticut: Greenwood Press. 1977: 71. ISBN 978-0-8371-9534-6.
2. ↑   (PDF), 1983-01-25  [2017-03-16], （原始内容存档 (PDF)于2013-04-15）
3. ↑   (PDF), 1983-01-25  [2017-03-16], （原始内容存档 (PDF)于2013-04-15）
4. ↑   (PDF), 1983-01-25  [2017-03-16], （原始内容存档 (PDF)于2013-04-15）
5. ↑   (PDF), 1983-01-25  [2017-03-16], （原始内容存档 (PDF)于2013-04-15）
6. ↑  . BBC. 2006-02-22  [2009-04-29]. （原始内容存档于2020-12-05）.